# 毕再遇
毕再遇（1148年—1217年），字德卿，兖州（今山东省兖州市）人，南宋將領。

## 早期
毕再遇的父亲毕进是岳飞部将，毕再遇因父荫为官，隸侍衛馬司，武藝絕人，挽弓至二石七斗，背挽一石八斗，步射二石，馬射一石五斗。孝宗召見，大悅，賜戰袍、金錢。

## 开禧北伐中事迹
开禧二年（1206年）四月，以寧遠軍承宣使、殿前司副都指挥使、镇江府驻扎御前诸军都统制郭倪兼任山东、京东路招抚使，率南宋东路军北伐。武節郎毕再遇率87名敢死队，从武功大夫、忠州刺史、镇江府驻扎御前武锋军统制陈孝庆渡淮攻泗州（今江苏盱眙西北）。毕再遇定计，以宋军主力佯攻泗州西城（州治），自率部下出其不意奋勇登上东城（淮平县城）南角，杀敌数百。东城金军溃败后开北门逃走，毕再遇攻占泗州东城。金军仍坚守泗州西城，毕再遇又转攻西城，树大将旗，大呼：「大宋毕将军在此，可速降！」于是金淮平知县降，毕再遇又占领泗州西城，取得了东路宋军北伐的首功。招抚使郭倪赶到新占领的泗州，慰劳得胜的宋军，授毕再遇刺史衔。毕再遇说：「国家河南八十有一州，今下泗两城即得一刺史，继此何以赏之？」坚辞不受。
五月，郭倪派池州（今安徽贵池）驻扎御前诸军副都统制郭倬、主管侍衛親軍马军行司公事李汝翼，率军数万进攻宿州（今属安徽），官军败绩，陈孝庆率部进援。又命毕再遇率骑兵480名为先锋，直接进攻徐州（今属江苏）。当毕再遇进至虹县（今安徽泗县）时，遇到从宿州败退的宋军，随即加速进军，到达灵璧（今属安徽）时，又遇到进屯附近凤凰山的陈孝庆，他也要退兵。毕再遇说：「吾奉招抚命取徐州，假道于此，宁死灵璧北门外，不死南门外也。」遂自率所部阻击金军，当5000 金军追来时，他派20名骑兵守北门，亲自率其余骑兵向金军冲击，金军大败，毕再遇率部追奔三十里，使宋军陈孝庆的大部队得以安全退兵。当宋军退到泗州后，毕再遇“以功第一”，特授武功大夫、遙郡刺史、左骁卫将军、殿前司选锋军统制。不久，奉命退回淮南的盱眙，兼知盱眙军。九月，領达州刺史，又改任镇江府駐扎御前中军统制仍兼知盱眙军。十月末，东路金军主帅、山东两路兵马都统纥石烈执中，统兵渡淮南下，进围楚州（今淮安），毕再遇奉命救援楚州，郭倪另派部队接管盱眙的防务。毕再遇率部北上后，金军进攻盱眙，接防的宋军惊溃，盱眙被金军攻占，毕再遇又回军收复盱眙。不久，毕再遇升任镇江府駐扎御前诸军副都统制，再次率军救援楚州，面对十倍于己的金军，毕再遇派小部队，间道乘夜赶赴金军运粮车的宿营地淮阴（今淮阴西南），烧尽金军的后备粮草，大败淮阴的护粮金军。
其时，西路金军已渡淮并迫近长江，围攻和州（今安徽和县），毕再遇立即率部南下，坚守六合（今属江苏）。宋朝廷任命毕再遇带节制淮东军马衔，以便调遣淮东的其他宋军抗金。十二月上旬，金军进至六合西北二十五里的竹镇，毕再遇随即登城部署战事，命令守城宋军偃旗息鼓，并伏兵于南土门，排列弩手于土城上。当金军刚进到城濠前，宋军突然万弩齐发，开门出战，鼓声大作，城上旗帜并举，金军惊恐而退，毕再遇乘机率军追击，金军大败。金军数万随后又围攻六合，金河南统军使纥石烈子仁督兵攻城，六合城中宋军的箭已射尽，毕再遇命人打着青盖在城墙上来回走动，金军以为是宋军主将，因而争相向青盖射箭，城楼、城墙到处是箭，宋军拔取使用，多达一二十万支。毕再遇又命人在城门附近奏乐，以示闲暇，间或出兵袭击金军，使得金军日夜不得安宁。乘金军稍退之机，毕再遇亲自率军出城，夺取城东的野新桥，宋军突然出现于金军背后，金军遂退兵，毕再遇率军一直追击至滁州（今属安徽），俘获大量骡马衣甲。毕再遇又以功升忠州团练使，并升任镇江府驻扎御前诸军都统制、权山东·京东路招抚司公事。毕再遇自北伐以来，仅八个多月，已自低级军官升为独当一面的大将，接替郭倪全面指挥淮东的抗金战争，这在宋代是极其少见的。
三年（1207年）春，毕再遇回至扬州（今属江苏），又加骁卫大将军衔（正四品）。毕再遇派兵分头袭扰围攻楚州已数月的金军，金军终于不支而退。毕再遇特授福州觀察使、知扬州事、淮南东路安抚使。十一月，南宋礼部侍郎史弥远矫诏杀害主战派权臣韩侂胄后，积极向金乞降求和。

## 嘉定和议之后
嘉定元年（金泰和八年，1208年）初，又加左骁卫上将军衔（从三品）。宋金签订“嘉定和议”后，毕再遇一再请求解甲归田，以表明自己反对和议的态度。但未被准许退闲，仍一直担任镇江府驻扎御前诸军都统制、知扬州事、淮南东路安抚使。三年（1210年），还晋升为保康军承宣使。朝廷召见毕再遇，欲派他平定李元砺。因李元砺已被擒，未行。四年（1212年），才以提举宫观任闲职。
嘉定十年（金贞祐五年，1217年）四月，金军再次南犯，年近古稀的毕再遇已无力效命疆场，升以武信军节度使衔致仕。不久病死，享年70岁，后赠太师、谥忠毅。

## 延伸阅读
[在维基数据编辑]
 《宋史·卷402》，出自脱脱《宋史》